# Microtropesa flaviventris
Microtropesa flaviventris là một loài ruồi trong họ Tachinidae.